# Huldre (band)
Huldre var et dansk folkmetal-band der eksisterede fra 2006-2019. Bandets musikalske stil er præget af dansk og nordisk folkemusik.
Bandets medlemmer er Laura Emilie Beck (violin), Lasse Olufson (guitar), Bjarne Kristiansen (bas), Jacob Lund (trommer), Troels Dueholm Nørgaard (drejelire og fløjter) og Nanna Barslev (vokal).
De har udgivet én demo og to studiealbums.

## Historie
I 2010 udgav de en selvbetitlet demo. Debutalbummet, Intet Menneskebarn, udkom i 2012 på Gateway Music. Albummet opnåede positive anmeldelser på det danske site heavymetal.dk, hvor det modtog 10/10 mulige point. og en række udenlandske medier indenfor metalgenren.
Huldre vandt i 2014 i finalen i W:O:A Metal Battle i Danmark, hvilke bragte dem til en optræden på festivalen Wacken Open Air hvor de blev nr. 3 i Wacken Festivalens internationale konkurrence mellem metalbands.
Gruppen afholdt to afskedskoncerter først i VoxHall i Aarhus og to uger senere i Pumpehuset i København i marts 2019. Ved sidstnævnte koncert spillede Heidra i mellem gruppens to sæt.

## Medlemmer
- Nanna Barslev - vokal
- Bjarne Kristiansen - basguitar
- Troels Dueholm Nørgaard - drejelire og fløjte
- Laura Emilie Beck - violin
- Lasse Olufson - guitar og lut
- Jacob Lund - trommer og percussion

## Diskografi
- 2010 Huldre (demo)
- 2012 Intet Menneskebarn
- 2016 Tusmørke